# Lichenopeltella cladoniarum
Lichenopeltella cladoniarum är en lavart som beskrevs av Eric Steen Hansen och Vagn Alstrup. Lichenopeltella cladoniarum ingår i släktet Lichenopeltella, och familjen Microthyriaceae. Arten är reproducerande i Sverige.